# Ripetizione in tandem
In genetica e biologia molecolare si definiscono ripetizioni in tandem tutte le regioni di DNA costituite da sequenze di due o più nucleotidi ripetute una di seguito all'altra.

## Descrizione
Le ripetizioni in tandem sono molto usate in applicazioni genetiche che puntano alla determinazione dei tratti genetici individuali. Esse possono dunque essere usate, in vari modi, nel confronto tra un campione di DNA e un individuo. Tali ripetizioni possono essere anche decisamente utili per la determinazione della parentela.
Ad esempio la sequenza
ATTCGATTCGATTCGATTCG
è una ripetizione in tandem di ATTCG (ripetuta quattro volte).
Le ripetizioni in tandem brevi (short tandem repeats) sono utilizzate per diversi test genealogici del DNA. Il DNA viene esaminato a partire dai microsatelliti all'interno del cromosoma: si svolgono PCR di tali regioni in tutti gli organismi sotto esame, facendo poi correre gli amplificati in un gel elettroforetico. In base alla corrispondenza o meno tra le bande ottenute dalla corsa, è possibile determinare la parentela o l'identità dei campioni analizzati.